# Satchelliella trivialis
Satchelliella trivialis és una espècie de dípter pertanyent a la família dels psicòdids present a Europa (Espanya, França, les illes Britàniques, Bèlgica, els Països Baixos, Alemanya, Dinamarca, Noruega, Suècia, Finlàndia, Polònia, Àustria, Txèquia, Eslovàquia, Hongria i els territoris de l'antiga República Federal Socialista de Iugoslàvia) i Turquia.